# Ataxia tibialis
Ataxia tibialis är en skalbaggsart som beskrevs av Schaeffer 1908. Ataxia tibialis ingår i släktet Ataxia och familjen långhorningar. Inga underarter finns listade.